# Derek Enright
Derek Enright (n. 2 august 1935 – d. 31 octombrie 1995) a fost un om politic britanic, membru al Parlamentului European în perioada 1979-1984 din partea Regatului Unit. 
1. ↑  Hansard 1803–2005
2. ↑  Deputații în Parlamentul European